# Bonos de la Reforma Agraria
Los Bonos de la Reforma Agraria son valores de deuda emitidos por el gobierno de Juan Velasco Alvarado como indemnización para los hacendados expropiados en el transcurso de la reforma agraria peruana. Aunque el monto de la deuda no se sabe con exactitud, se estimó, para el año 2013, que era alrededor de 1000 a 8000 millones de dólares, alcanzando un 4% del Producto Bruto Interno (PBI) nacional.

## Establecimiento
Al iniciar las expropiaciones, se dispuso indemnizar a los terratenientes por sus tierras debido a que la constitución que regía en la época disponía que nadie podía ser despojado de su propiedad sin una compensación. En esa línea, se dispuso de tres tipos de bonos estatales (A, B, C) que serían pagados en cuotas anuales en 20, 25 y 30 años con tasas de interés de 4%, 5% y 6% dependiendo del tipo de bono. En un principio, se dispuso que los campesinos beneficiados por la reforma agraria debían pagar la deuda. Luego, durante la Asamblea Constituyente de 1978, se condonó la deuda de los campesinos transfiriéndola al Estado quedando, de esta forma, establecida en la Constitución de 1979. Para ese entonces, el Estado había emitido bonos por 17500 millones de soles oro. Sin embargo, debido a la hiperinflación en la década de 1980, se interrumpió el pago de la deuda.En el transcurso de los años, algunos propietarios vendieron sus bonos a empresas como el Banco de Crédito del Perú (BCP) o el fondo de inversión Gramercy.

## Postrimerías
En el gobierno de Alberto Fujimori, se empezó a pagar las deudas del Estado excepto los bonos de la reforma agraria alegando falta de fondos. En 1996, el congreso aprobó la Ley 26597, mediante la cual se dispuso que los bonos se iban a pagar en función de los valores originales. Ante ello, el Colegio de Ingenieros del Perú (CIP), liderado por Raúl Riofrío, presentó una demanda de inconstitucionalidad de la referida ley ante el Tribunal Constitucional (TC). En el año 2001, el TC emitió una decisión sobre la demanda del CIP estableciendo que los bonos debían ser pagados actualizándose la deuda al valor del mercado, aunque no se especificó la metodología a seguir. La decisión del TC fue aceptada por el gobierno de Valentín Paniagua, que estableció una comisión evaluadora que fue desactivada en los gobiernos posteriores.
En el año 2006, el Partido Nacionalista presentó un proyecto de ley para reconocer la deuda. En julio del 2011, el congreso aprobó un proyecto de ley para autorizar al ministerio de economía destinar el 1% del PBI para el pago de la deuda. Sin embargo, el presidente de entonces, Alan García, anunció que no iba a promulgar la referida ley.
Para el año 2013, debido a que el Estado no había establecido los mecanismos para el pago de la deuda, el TC dispuso los criterios a seguir, además de establecer que el Poder Ejecutivo dictara en un plazo de seis meses un decreto supremo referido a la reglamentación del procedimiento para el registro, actualización y forma de pago de la deuda agraria y que el Estado tenía 2 años, a partir de la resolución del TC para reconocer y actualizar la deuda a cada tenedor y de 8 años para realizar el pago. Ollanta Humala, entonces presidente del Perú, declaró que iban a estudiar la sentencia del TC y, luego de ello, emitir un pronunciamiento al respecto.
En el año 2015, Gramercy exigió al Perú el pago de 5100 millones de dólares por los bonos en su poder. En junio del año 2016, Gramercy presentó una demanda contra el Perú ante un tribunal internacional bajo el Acuerdo de Promoción Comercial del Perú con Estados Unidos. En el año 2022, Gramercy consiguió 100 millones de dólares por daños y costos. En el año 2024, Gramercy y el Perú llegaron a un acuerdo mediante la cual el Perú le pagaría a Gramercy entre 40 y 85 millones de dólares.